# 日本广播电台
日本广播电台（日语：ラジオ日本），全名株式会社RF日本广播电台（ラジオ関東），是一家民营中波廣播電台，為不属于任何一家联播网的獨立電台。原名“关东广播电台”（ラジオ関東），1958年8月15日成立，同年12月24日开播，1981年10月1日改为现名。廣播對象區域為神奈川縣，频率为中波1422千赫/调频92.4兆赫，呼号为JORF（总台）和JORL（RF日本广播电台小田原台）；2020年起新增调频補充广播，頻率為FM 92.4。

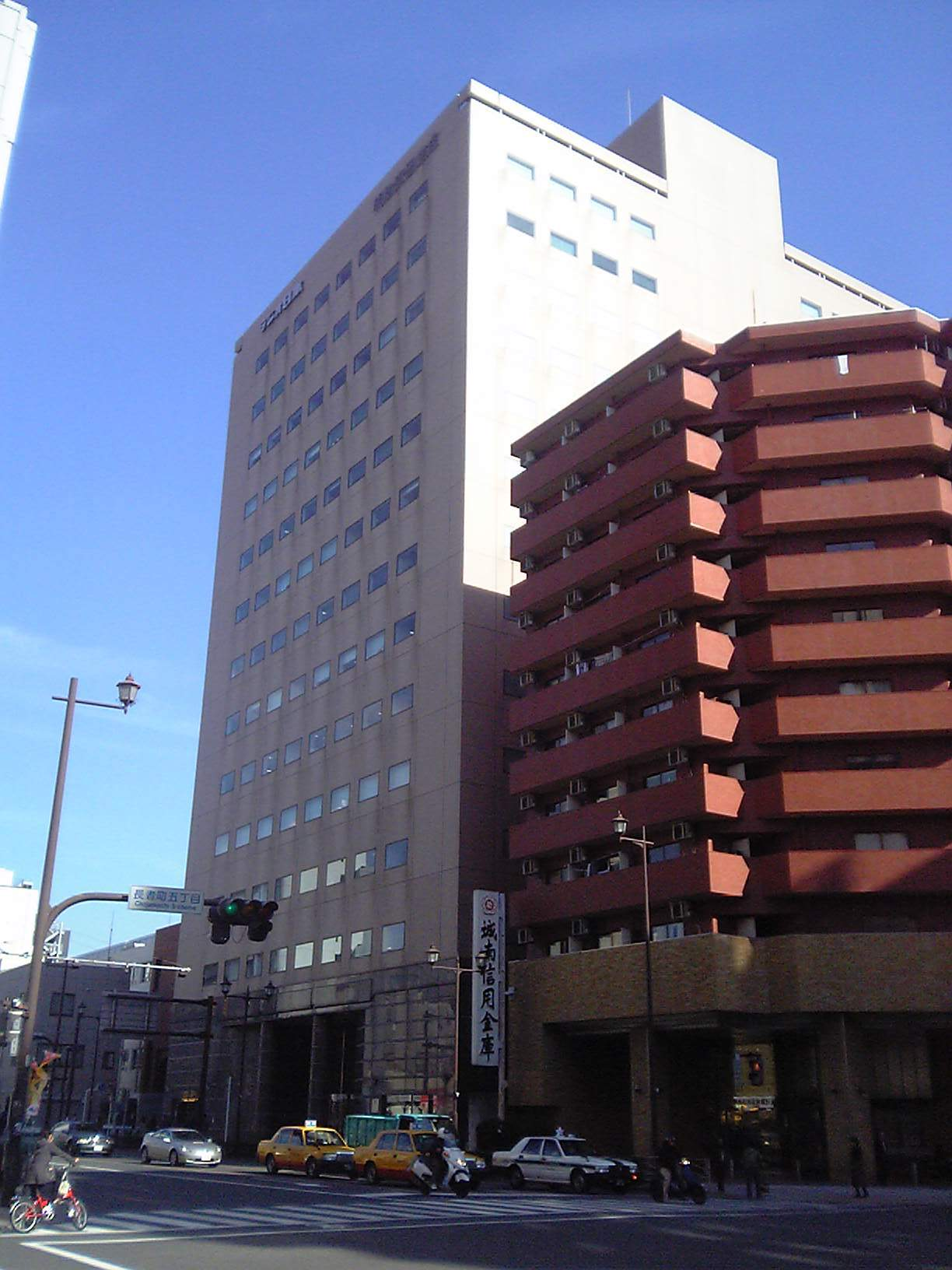
位于神奈川县横滨市的日本广播电台总部

## 簡史
1982年（昭和57年），以遠山景久為首、擁有日本廣播電台多數股權的遠山家族，對電台推行「社會的木鐸」（社会の木鐸）宣言，大量削減年輕族群的節目，風格一轉而變為反共主義色彩濃烈的政論節目、以及演歌節目等，以中高齡層為主要收聽對象；但此舉造成電台的收聽率大幅下滑，贊助商撤退，經營陷入惡化。此等情況，至1993年12月21日，日本廣播電台社長遠山景久在董事會遭到突襲要求下台成功，「社會的木鐸」政策告終。
1994年，日本電視台以超過6成的股權，將日本廣播電台納為旗下子公司；目前日本廣播電台亦是日本電視控股的孫公司。

## 概要
该台以日本时间5:00为基点，24小时播出（周一1:30至5:00除外）。总部位于日本神奈川县横滨市中区，另外在东京都港区拥有支社。

### 发射站及频率
| 位置                 | 呼号 | 频率    | 功率 | 备注                   |
| 川崎市幸区小向仲野町 | JORF | 1422kHz | 50kW | 主要发射站             |
| 横滨市西区老松町     | JORF | 1422kHz | 1kW  | 应急发射站             |
| 小田原市桑原         | JORL | 1485kHz | 100W | 部分时段与JORF节目不同 |